# Basdeo Panday
Basdeo Panday (ur. 25 maja 1933 w Princes Town, zm. 1 stycznia 2024) – trynidadzko-tobagijski polityk pochodzenia hinduskiego. Przewodniczący Zjednoczonego Kongresu Narodowego, premier Trynidadu i Tobago od 10 listopada 1995 do 23 grudnia 2001 roku.

## Życiorys
W młodości pracował na plantacji trzciny cukrowej, a następnie jako nauczyciel w szkole podstawowej.
W 1960 roku ukończył studia teatralne na London School of Dramatic Art, następnie, w  1962 roku, studia prawnicze na City Law School w Londynie, a w 1965 roku studia ekonomiczne na Uniwersytecie Londyńskim.
Po powrocie do Trynidadu i Tobago rozpoczął prywatną praktykę prawniczą, pracował także jako doradca trynidadzkich związków zawodowych. W 1973 roku został prezesem związku zawodowego All Trinidad Sugar and General Workers' Trade Union, funkcję tę pełnił do 1995 roku.
Od 1972 roku był senatorem, a od 1976 roku zasiadał w Izbie Reprezentantów. W latach 1981–1986 pełnił funkcję lidera opozycji. W 1986 roku został ministrem spraw zagranicznych i handlu zagranicznego. Od 1989 roku ponownie pełnił funkcję lidera opozycji. W 1995 roku został wybrany premierem.
Od 2002 roku znów sprawował funkcję lidera opozycji, ponownie także w 2007 roku.